# حسام الحارثي
حسام الحارثي (مواليد 24 يونيو 1992) هو لاعب كرة قدم سعودي يلعب في نادي كميت.
كانت بداياته مع نادي الهلال و لعب بعدها لأندية الرائد والرياض والعروبة ونادي القيصومة ونادي نجد ونادي السد .

## وصلات خارجية
- حسام الحارثي على موقع Soccerway.com (الإنجليزية)

- حسام الحارثي